# Пропаганда в ФРГ
Пропаганда в ФРГ формировалась в жестких условиях Холодной войны и противостояния со странами соцлагеря (прежде всего, СССР и ГДР). 
Институциональными центрами пропаганды в ФРГ стал ряд научных обществ: Мюнхенский институт Восточной Европы, Восточноевропейский институт в Западном Берлине, Германское общество по изучению Восточной Европы, Геттингенское исследовательское общество. В роли экспертов в подобных обществах нередко выступали тенденциозные эмигранты из России ("отщепенцы" и "антисоветчики").
Помимо институтов важную роль в пропаганде в ФРГ играли масс-медиа (Немецкая волна и медиа-империя Шпрингера). Основными темами западногерманской пропаганды были антисоветизм ("миф о советской угрозе", "советских преступлениях в Германии", приуменьшение успехов СССР и его дискредитация), антикоммунизм и игнорирование суверенитета ГДР, а также продвижение "европейских ценностей". Главными инструментами пропаганды в ФРГ являлась "война слов": например, использование словосочетания "неполная занятость" вместо "безработицы", характеристика социалистических государств как "тоталитарных", демонизация и персонификация "Москвы" ("рука Москвы").
На заре западногерманской пропаганды в 1950-е гг. широко насаждалась шпиономания, о которой сообщали языком плакатов. 